# فايلهايم إن أوبربايرن
فايلهايم إن أوبربايرن (بالألمانية: Weilheim in Oberbayern) هي بلدة و بلدة ألمانية تقع في منطقة فايلهايم شونجاو في ألمانيا. يقدر عدد سكانها بـ 21,536 نسمة .

## المدن التوأمة
مدن أربونة و ييلابوغا هي مدن توأمة لفايلهايم إن أوبربايرن.

## أعلام
- توماس مولر
- أندرياس غورليتز
- فرديناند أوزوالد
- فيلي شميد
- ميخائيل فروند